# Ена Сібахара
Сібахара Ена (англ. Ena Shibahara) — японська і американська тенісистка, чемпіонка США в парному розряді  серед дівчат.
Сібахара народилася в США, але з 2019 року представляє Японію. 

## Виступи

### Пари
| Турнір                   | 2016 | 2017 | 2018 | 2019 | 2020 | 2021 | Усп      | В–П      | %        |
| ------------------------ | ---- | ---- | ---- | ---- | ---- | ---- | -------- | -------- | -------- |
| Турніри Великого шолома  |      |      |      |      |      |      |          |          |          |
| Australian Open          | A    | A    | A    | A    | 3к   |      | 0 / 1    | 1–1      | 50%      |
| French Open              | A    | A    | A    | A    | ЧФ   |      | 0 / 1    | 3–1      | 75%      |
| Wimbledon                | A    | A    | A    | A    | NH   |      | 0 / 0    | 0–0      | –        |
| US Open                  | 1к   | A    | A    | 1к   | 2к   |      | 0 / 3    | 1–3      | 25%      |
| Ви–Пр                    | 0–1  | 0–0  | 0–0  | 0–1  | 5–3  |      | 0 / 5    | 5–5      | 50%      |
| Прем'єрні обов'язкові    |      |      |      |      |      |      |          |          |          |
| China Open               | A    | A    | A    | ПФ   | NH   |      | 0 / 1    | 3–1      | 75%      |
| Прем'єрні з чільних 5-ти |      |      |      |      |      |      |          |          |          |
| Dubai / Qatar Open       | A    | A    | A    | A    | 1к   |      | 0 / 1    | 0–1      | 0%       |
| Italian Open             | A    | A    | A    | A    | ПФ   |      | 0 / 1    | 3–1      | 75%      |
| Cincinnati Open          | A    | A    | A    | A    | 2к   |      | 0 / 1    | 1–1      | 50%      |
| Wuhan Open               | A    | A    | A    | 1к   | NH   |      | 0 / 1    | 0–1      | 0%       |
| Статистика за кар'єру    |      |      |      |      |      |      |          |          |          |
| Рейтинг на кінець року   | 1061 | 603  | 300  | 31   |      |      | $310,940 | $310,940 | $310,940 |

## Фінали турнірів WTA

### Парний розряд: 19 (11 титулів, 8 поразок)
| Легенда                      |
| ---------------------------- |
| Турніри Великого шлему (0–1) |
| Турніри WTA 1000 (2–1)       |
| Турніри WTA 500 (5–4)        |
| Турніри WTA 250 (4–2)        |

| Фінали за покриттям |
| ------------------- |
| Тверде (9–5)        |
| Ґрунт (0–2)         |
| Трава (2–1)         |

| Фінали за умовами    |
| -------------------- |
| Відкритий корт (9–8) |
| Закритий корт (2–0)  |

| Результат | В-П  | Дата     | Турнір                                            | Категорія     | Покриття   | Партнер         | Опоненти                              | Рахунок           |
| --------- | ---- | -------- | ------------------------------------------------- | ------------- | ---------- | --------------- | ------------------------------------- | ----------------- |
| Поразка   | 0–1  | Кві 2019 | Copa Colsanitas Santander, Колумбія               | International | Ґрунт      | Гейлі Картер    | Зо Гайвес Астра Шарма                 | 1–6, 2–6          |
| Поразка   | 0–2  | Сер 2019 | Silicon Valley Classic, США                       | Premier       | Тверде     | Сюко Аояма      | Ніколь Меліхар Квета Пешке            | 4–6, 4–6          |
| Перемога  | 1–2  | Жов 2019 | Tianjin Open, КНР                                 | International | Тверде     | Аояма Сюко      | Хібіно Нао Като Мію                   | 6–3, 7–5          |
| Перемога  | 2–2  | Жов 2019 | Кубок Кремля, Росія                               | Premier       | Тверде (i) | Аояма Сюко      | Кірстен Фліпкенс Бетані Маттек-Сендс  | 6–2, 6–1          |
| Перемога  | 3–2  | Лют 2020 | St. Petersburg Ladies' Trophy, Росія              | Premier       | Тверде (i) | Аояма Сюко      | Кейтлін Крістіан Алекса Гуарачі       | 4–6, 6–0, [10–3]  |
| Перемога  | 4–2  | Січ 2021 | Abu Dhabi Open, U.A.E.                            | WTA 500       | Тверде     | Аояма Сюко      | Гейлі Картер Луїза Стефані            | 7–6(5), 6–4       |
| Перемога  | 5–2  | Лют 2021 | Yarra Valley Classic, Австралія                   | WTA 500       | Тверде     | Аояма Сюко      | Ганна Калінська Вікторія Грунчакова   | 6–3, 6–4          |
| Перемога  | 6–2  | Кві 2021 | Відкритий чемпіонат Маямі з тенісу, US            | WTA 1000      | Тверде     | Аояма Сюко      | Гейлі Картер Луїза Стефані            | 6–2, 7–5          |
| Перемога  | 7–2  | Чер 2021 | Eastbourne International, Велика Британія         | WTA 500       | Трава      | Аояма Сюко      | Ніколь Меліхар Демі Схюрс             | 6–1, 6–4          |
| Перемога  | 8–2  | Сер 2021 | Tennis in the Land, US                            | WTA 250       | Тверде     | Аояма Сюко      | Крістіна Макгейл Саня Мірза           | 7–5, 6–3          |
| Поразка   | 8–3  | Бер 2022 | Indian Wells Open, US                             | WTA 1000      | Тверде     | Ейджа Мухаммад  | Сюй Їфань Ян Чжаосюань                | 5–7, 6–7(4)       |
| Поразка   | 8–4  | Січ 2023 | Відкритий чемпіонат Австралії з тенісу, Австралія | Grand Slam    | Тверде     | Аояма Сюко      | Барбора Крейчикова Катержина Сінякова | 4–6, 3–6          |
| Поразка   | 8–5  | Кві 2023 | Charleston Open, US                               | WTA 500       | Ґрунт      | Джуліана Ольмос | Даніель Коллінз Дезіре Кравчик        | 6–0, 4–6, [12–14] |
| Перемога  | 9–5  | Чер 2023 | Rosmalen Grass Court Championships, Нідерланди    | WTA 250       | Трава      | Аояма Сюко      | Вікторія Грунчакова Тереза Мігалікова | 6–3, 6–3          |
| Перемога  | 10–5 | Сер 2023 | Мастерс Канада, Канада                            | WTA 1000      | Тверде     | Аояма Сюко      | Дезіре Кравчик Демі Схюрс             | 6–4, 4–6, [13–11] |
| Поразка   | 10–6 | Жов 2023 | Zhengzhou Open, КНР                               | WTA 500       | Тверде     | Аояма Сюко      | Габріела Дабровскі Ерін Рутліфф       | 2–6, 4–6          |
| Перемога  | 11–6 | Жов 2024 | Japan Women's Open                                | WTA 250       | Тверде     | Лаура Зігемунд  | Крістіна Букша Моніка Нікулеску       | 3–6, 6–2, [10–2]  |
| Поразка   | 11–7 | Жов 2024 | Toray Pan Pacific Open, Японія                    | WTA 500       | Тверде     | Лаура Зігемунд  | Аояма Сюко Ері Ходзумі                | 4–6, 6–7(4)       |
| Поразка   | 11–8 | Чер 2025 | Nottingham Open, Велика Британія (острів)         | WTA 250       | Трава      | Анна Даніліна   | Беатріс Аддад Мая Лаура Зігемунд      | 6–3, 6–2          |

## Фінали турнірів серії WTA 125K

### Пари: 1 титул
| Результат | В-П | Дата     | Турнір                  | Поверхня | Партнерка    | Супротивниці                  | Рахунок          |
| --------- | --- | -------- | ----------------------- | -------- | ------------ | ----------------------------- | ---------------- |
| Перемога  | 1–0 | Січ 2019 | Ньюпорт-Біч, США        | Хард     | Гейлі Картер | Тейлор Таунсенд Яніна Вікмаєр | 6–3, 7–6(7–1)    |
| Поразка   | 1–1 | Лис 2019 | Houston Challenger, США | Хард     | Шерон Фічман | Еллен Перес Луїза Стефані     | 6–1, 4–6, [5–10] |

## Юніорські фінали турнірів Великого шолома

### Пари
| Результат | Рік  | Турнір  | Поверхня | Партнерка  | Супротивниці                | Рахунок           |
| --------- | ---- | ------- | -------- | ---------- | --------------------------- | ----------------- |
| Перемога  | 2016 | US Open | Хард     | Джада Гарт | Кейла Дей Керолайн Долегайд | 4–6, 6–2, [13–11] |